# Альтино (Абруццо)
О типе голоса см. тенор-альтино
Альти́но (итал. Altino; на местном диалекте — Davëdìnë) — город в Италии, расположен в регионе Абруццо, подчинён административному центру Кьети.
Население коммуны составляет, на 01.01.2023 года, 3 067 человек, плотность населения ─ 200,06 чел./км². Занимает площадь 15,33 км². Почтовый индекс — 66040. Телефонный код — 00872.
Город возник во времена Средневековья. Главной достопримечательностью является Церковь Богоматери Милости (итал. Chiesa della Madonna delle Grazie), которая сохраняет росписи 1355 года.
Покровителями Альтино почитаются свв. Косма и Дамиан, врачеватели и чудотворцы, празднование 4 сентября.

## Население
По данным Национального института статистики на 01.01.2022 года на территории коммуны проживало 3 075 человек, из них 294 ─ были иностранными гражданами, что составило 9,6% от всего населения коммуны.